# Južnyj Ural Orsk
Južnyj Ural Orsk (rusky Южный Урал) je ruský hokejový tým se sídlem v Orsku. Tým hraje ve druhé ruské lize (Высшая хоккейная лига). Tým hraje v ledové aréně Jubilejnyj (Юбилейный ), založen byl roku 1985.